# Giuseppe Caracciolo (principe 1747)
Giuseppe Caracciolo, VI principe di Torella (Napoli, 13 dicembre 1747 – Napoli, 16 luglio 1808), è stato un rivoluzionario e principe italiano, tra i principali fautori della Repubblica napoletana del 1799.

## Biografia
Giuseppe Caracciolo nacque a Napoli il 13 dicembre 1747, figlio di Nicola, duca di Lavello, e di sua moglie, Faustina de Cardenas, figlia del conte di Acerra. Alla morte di suo zio Antonio Carmine Caracciolo, ereditò tutti i titoli nobiliari ed i possedimenti della sua casata. Il 27 febbraio 1764, sposò Beatrice de Alarcón y Mendoza, marchesa della Valle Siciliana, la quale gli portò in dote tra le altre cose un palazzo sulla riviera di Chiaia, detto in seguito palazzo Torella (oggi Sirignano).
Nominato Grande di Spagna nel 1764, Giuseppe venne nominato cavaliere dell'Ordine di San Gennaro e gentiluomo di camera del re di Napoli. Già molto ricco, dedicò ogni sforzo ad aumentare notevolmente il patrimonio fondiario e feudale della sua famiglia, acquistando nel 1768 il borgo di Ruvo del Monte, nell'attuale Basilicata, e successivamente nel 1772, dal principe Dorizio di Sangro, il feudo di Gesualdo pagandolo oltre 40.000 ducati d'oro. Nel 1787 acquistò il feudo di Atella.
Al 1797 i sudditi sottoposti al suo governo erano ridotti in uno stato tale di povertà, che addirittura Ferdinando IV di Napoli si scomodò personalmente per risollevarne le sorti, ma era ormai chiaro che l'inclinazione del Caracciolo fosse quella di abbandonare i vecchi schemi del feudalesimo napoletano, preferendo abbracciare la causa dei giacobini rivoluzionari francesi. Le spie borboniche inviate ad indagare da re Ferdinando, riportarono che il Caracciolo era solito frequentare il salotto napoletano di donna Fonseca Pimentel, nota filo-rivoluzionaria. La riprova dei sospetti del sovrano di Napoli si concretizzarono nel 1799 quando Giuseppe Caracciolo fu uno dei principali artefici, assieme ad altri membri della sua casata ed a molti altri nobili napoletani, della Repubblica napoletana.
Massone, fu Primo Sopravigilante della Gran loggia scozzese di Napoli "Maria alle Tre Corone".
Il 17 agosto del 1799, per disposizione del sovrano, venne condannato a morte per sedizione, ma l'esecuzione della sentenza venne sospesa subito dopo secondo gli accordi stipulati tra il cardinale Fabrizio Ruffo e gli ultimi difensori della repubblica. Venne comunque condannato all'ergastolo e all'esilio presso l'isola di Favignana. Ferdinando di Napoli, tornato sul suo trono, confiscò tutto il vastissimo patrimonio dei principi di Torella, sia nel napoletano che in Basilicata.
Nel 1801 venne liberato dal carcere per amnistia, ma non venne reintegrato nei suoi titoli che vennero pertanto ereditati dal nipote omonimo. Tornato a Napoli, vi morì il 16 luglio 1808.

## Ascendenza
|                                              |                                           |                                                         | Genitori                                                             |  |  | Nonni |  |  | Bisnonni                                  |  |  | Trisnonni                                  |  |
|                                              |                                           |                                                         |                                                                      |  |  |       |  |  | Marino Caracciolo, II principe di Torella |  |  | Giuseppe Caracciolo, I principe di Torella |  |
|                                              |                                           |                                                         |                                                                      |  |  |       |  |  | Marino Caracciolo, II principe di Torella |  |  | Giuseppe Caracciolo, I principe di Torella |  |
|                                              |                                           | Costanza di Capua                                       |                                                                      |  |  |       |  |  | Marino Caracciolo, II principe di Torella |  |  |                                            |  |
| Giuseppe Caracciolo, III principe di Torella |                                           |                                                         |                                                                      |  |  |       |  |  | Marino Caracciolo, II principe di Torella |  |  |                                            |  |
|                                              |                                           | Isabella Caracciolo di Airola                           | Francesco Caracciolo, IV duca di Airola                              |  |  |       |  |  |                                           |  |  |                                            |  |
|                                              |                                           | Isabella Caracciolo di Airola                           | Francesco Caracciolo, IV duca di Airola                              |  |  |       |  |  |                                           |  |  |                                            |  |
|                                              |                                           | Isabella Caracciolo di Airola                           | Roberta Caracciolo di Avellino                                       |  |  |       |  |  |                                           |  |  |                                            |  |
| Nicola Caracciolo, duca di Lavello           |                                           | Isabella Caracciolo di Airola                           |                                                                      |  |  |       |  |  |                                           |  |  |                                            |  |
|                                              |                                           | Francesco Marino I Caracciolo, IV principe di Avellino  | Marino II Caracciolo, III principe di Avellino                       |  |  |       |  |  |                                           |  |  |                                            |  |
|                                              |                                           | Francesco Marino I Caracciolo, IV principe di Avellino  | Marino II Caracciolo, III principe di Avellino                       |  |  |       |  |  |                                           |  |  |                                            |  |
|                                              |                                           | Francesco Marino I Caracciolo, IV principe di Avellino  | Francesca d'Avalos d'Aquino d'Aragona                                |  |  |       |  |  |                                           |  |  |                                            |  |
| Francesca Caracciolo di Avellino             |                                           | Francesco Marino I Caracciolo, IV principe di Avellino  |                                                                      |  |  |       |  |  |                                           |  |  |                                            |  |
|                                              |                                           | Geromina Pignatelli Tagliavia d'Aragona Cortés          | Ettore IV Pignatelli Tagliavia d'Aragona Cortés, IV principe di Noia |  |  |       |  |  |                                           |  |  |                                            |  |
|                                              |                                           | Geromina Pignatelli Tagliavia d'Aragona Cortés          | Ettore IV Pignatelli Tagliavia d'Aragona Cortés, IV principe di Noia |  |  |       |  |  |                                           |  |  |                                            |  |
|                                              |                                           | Geromina Pignatelli Tagliavia d'Aragona Cortés          | Giovanna Tagliavia d'Aragona Cortés                                  |  |  |       |  |  |                                           |  |  |                                            |  |
| Giuseppe Caracciolo, VI principe di Torella  |                                           | Geromina Pignatelli Tagliavia d'Aragona Cortés          |                                                                      |  |  |       |  |  |                                           |  |  |                                            |  |
|                                              | Carlo II de Cárdenas, VII conte di Acerra | Alfonso de Cardenas, VI conte di Acerra                 |                                                                      |  |  |       |  |  |                                           |  |  |                                            |  |
|                                              | Carlo II de Cárdenas, VII conte di Acerra | Alfonso de Cardenas, VI conte di Acerra                 |                                                                      |  |  |       |  |  |                                           |  |  |                                            |  |
|                                              | Carlo II de Cárdenas, VII conte di Acerra | Faustina Carafa di Colubrano                            |                                                                      |  |  |       |  |  |                                           |  |  |                                            |  |
| Alfonso IV de Cárdenas, VIII conte di Acerra | Carlo II de Cárdenas, VII conte di Acerra |                                                         |                                                                      |  |  |       |  |  |                                           |  |  |                                            |  |
|                                              |                                           | Francesca Spinelli                                      | Troiano II Spinelli, V principe di Scalea                            |  |  |       |  |  |                                           |  |  |                                            |  |
|                                              |                                           | Francesca Spinelli                                      | Troiano II Spinelli, V principe di Scalea                            |  |  |       |  |  |                                           |  |  |                                            |  |
|                                              |                                           | Francesca Spinelli                                      | Isabella Caracciolo di Martina                                       |  |  |       |  |  |                                           |  |  |                                            |  |
| Faustina de Cárdenas                         |                                           | Francesca Spinelli                                      |                                                                      |  |  |       |  |  |                                           |  |  |                                            |  |
|                                              |                                           | Niccolò Pignatelli, VIII duca di Monteleone             | Giulio Pignatelli, II principe di Noia                               |  |  |       |  |  |                                           |  |  |                                            |  |
|                                              |                                           | Niccolò Pignatelli, VIII duca di Monteleone             | Giulio Pignatelli, II principe di Noia                               |  |  |       |  |  |                                           |  |  |                                            |  |
|                                              |                                           | Niccolò Pignatelli, VIII duca di Monteleone             | Beatrice Carafa di Noia                                              |  |  |       |  |  |                                           |  |  |                                            |  |
| Caterina Pignatelli                          |                                           | Niccolò Pignatelli, VIII duca di Monteleone             |                                                                      |  |  |       |  |  |                                           |  |  |                                            |  |
|                                              |                                           | Giovanna Pignatelli d'Aragona, VI duchessa di Terranova | Andrea Fabrizio Pignatelli, VI duca di Monteleone                    |  |  |       |  |  |                                           |  |  |                                            |  |
|                                              |                                           | Giovanna Pignatelli d'Aragona, VI duchessa di Terranova | Andrea Fabrizio Pignatelli, VI duca di Monteleone                    |  |  |       |  |  |                                           |  |  |                                            |  |
|                                              |                                           | Giovanna Pignatelli d'Aragona, VI duchessa di Terranova | Teresa Antonia Pimentel y Benavides                                  |  |  |       |  |  |                                           |  |  |                                            |  |
|                                              |                                           | Giovanna Pignatelli d'Aragona, VI duchessa di Terranova |                                                                      |  |  |       |  |  |                                           |  |  |                                            |  |